# Straja (gmina Cojocna)
Straja – wieś w Rumunii, w okręgu Kluż, w gminie Cojocna. W 2011 roku liczyła 113 mieszkańców.